# Jerzy Dzięgielewski
Jerzy Dzięgielewski (ur. 1950) – polski hokeista, reprezentant kraju.
Zawodnik grający na pozycji napastnika. W latach 1972–1981 bronił barw Łódzkiego Klubu Sportowego.
W 1979 podczas tournee ŁKS-u w Hiszpanii, strzelił 3 bramki  podczas jednej zmiany w niespełna minutę, co stało się klubowym rekordem.